# 総務局 (琉球政府)
総務局（そうむきょく）は、琉球政府の行政事務部局のひとつ。内政一般を所管した。
発足当初に存在した総務局と、1965年8月1日の機構改革において、内務局が改称されたものの二種類の総務局が存在する。

## 発足当初の総務局
発足当初の総務局の組織は以下の通りである（1952年4月1日現在）。外局および支分部局はない。

### 組織

#### 内部部局
- 庶務課
- 行政課
- 労務課
- 移民課

#### 附属機関
- 企業免許事務所
- 労務事務所

## 後期の総務局
後期に成立した総務局の所掌事務及び組織は以下の通りである（1972年5月14日現在）

### 所掌事務
- 秘書、儀式及び褒賞に関すること
- 行政各部の事務の調整に関すること
- 渉外に関すること
- 法令の公布及び文書に関すること
- 広報及び公聴に関すること
- 行政管理、行政監察及び行政苦情のあっせんに関すること
- 職員の人事及び福利厚生に関すること
- 市町村の行政及び財務に関すること
- 選挙制度に関すること
- 行政書士に関すること
- 政府有財産、所有者不明土地及び物品に関すること
- 支出に関すること
- 局長会議に関すること
- 東京事務所に関すること
- 支庁との連絡調整に関すること
- 消防及び防災に関すること
- 公害、青少年及び交通の問題についての総合計画及び調整等に関すること
- 法令案の審議に関すること
- 法制意見の供与に関すること
- その他他局の所掌の属さない事務に関すること

### 組織

#### 内部部局
- 局長直属
  - 総務課
- 渉外広報部
  - 渉外課
  - 文書課
  - 広報課
- 行政部
  - 行政管理課
  - 行政監察課
  - 人事課
  - 職員厚生課
  - 地方課
- 財務部
  - 用度課
  - 管財課
  - 出納課
- 総合対策室
- 法制室

#### 外局
- 中央選挙管理委員会

#### 附属機関
- 東京事務所
- 公務員研修所